# Гиївка
Гиївка — залізничний пасажирський зупинний пункт Харківської дирекції Південної залізниці.
Розташований на південному сході міста Люботин (місцевість Гиївка), Харківський район, Харківської області на лінії Люботин — Мерефа між станціями Буди (5 км), Люботин (4 км) та Шпаківка (11 км).
Станом на травень 2019 року щодоби одна пара приміського електропоїзду здійснює перевезення за маршрутом Люботин — Мерефа.